# Maglić (szczyt)
Maglić (serb., czrng. Маглић) – najwyższy szczyt w Bośni i Hercegowinie w Górach Dynarskich, wznoszący się na 2386 m n.p.m. w południowo-wschodniej części kraju, na terenie Parku Narodowego Sutjeska, na granicy z Czarnogórą.